# Fotomagazin
Das Fotomagazin (Eigenschreibweise: fotoMAGAZIN) ist eine monatlich erscheinende Publikumszeitschrift aus dem Jahr Top Special Verlag in Hamburg. Die Publikation erscheint seit 1949. Laut Impressum ist sie vereinigt mit Photo Revue, Klick und Digital Imaging. Der Inhalt gliedert sich in drei Bereiche: Bild (u. a. Interviews mit preisgekrönten Fotografen), Praxis (u. a. Ideen für die jeweilige Jahreszeit) und Technik (u. a. Tests von neuen Kameras und Objektiven). Das Fotomagazin ist Gründungsmitglied und deutscher Vertreter der Expert Imaging and Sound Association.

## Auflagenstatistik
Im vierten Quartal 2014 lag die durchschnittliche verbreitete Auflage nach IVW bei 29.911 Exemplaren. Das sind 218 Exemplare pro Ausgabe mehr (+0,73 %) als im Vergleichsquartal des Vorjahres. Die Abonnentenzahl nahm innerhalb eines Jahres um 237 Abonnenten auf durchschnittlich 7.439 pro Ausgabe ab (−3,1 %); damit bezogen rund 24,9 % der Leser die Zeitschrift im Abo.
| Anzahl der Ausgaben | Anzahl der Ausgaben | Anzahl der Ausgaben | Anzahl der Ausgaben | Anzahl der Ausgaben |
| ------------------- | ------------------- | ------------------- | ------------------- | ------------------- |
| Quartal             |                     |                     | Auflage a           |                     |
| IV/1998             | IV/1998             |                     | 76.883              | 76.883              |
| IV/1999             | IV/1999             |                     | 74.446              | 74.446              |
| IV/2000             | IV/2000             |                     | 69.606              | 69.606              |
| IV/2001             | IV/2001             |                     | 67.105              | 67.105              |
| IV/2002             | IV/2002             |                     | 56.821              | 56.821              |
| IV/2003             | IV/2003             |                     | 52.840              | 52.840              |
| IV/2004             | IV/2004             |                     | 53.023              | 53.023              |
| IV/2005             | IV/2005             |                     | 44.774              | 44.774              |
| IV/2006             | IV/2006             |                     | 50.385              | 50.385              |
| IV/2007             | IV/2007             |                     | 50.733              | 50.733              |
| IV/2008             | IV/2008             |                     | 45.766              | 45.766              |
| IV/2009             | IV/2009             |                     | 44.246              | 44.246              |
| IV/2010             | IV/2010             |                     | 40.684              | 40.684              |
| IV/2011             | IV/2011             |                     | 37.588              | 37.588              |
| IV/2012             | IV/2012             |                     | 36.346              | 36.346              |
| IV/2013             | IV/2013             |                     | 29.693              | 29.693              |
| IV/2014             | IV/2014             |                     | 29.911              | 29.911              |
| Quelle: IVW         |                     |                     |                     |                     |

| Anzahl der Abonnements | Anzahl der Abonnements | Anzahl der Abonnements | Anzahl der Abonnements | Anzahl der Abonnements |
| ---------------------- | ---------------------- | ---------------------- | ---------------------- | ---------------------- |
| Quartal                |                        |                        | Abos a                 |                        |
| IV/1998                | IV/1998                |                        | 12.347                 | 12.347                 |
| IV/1999                | IV/1999                |                        | 12.126                 | 12.126                 |
| IV/2000                | IV/2000                |                        | 11.115                 | 11.115                 |
| IV/2001                | IV/2001                |                        | 9.286                  | 9.286                  |
| IV/2002                | IV/2002                |                        | 9.343                  | 9.343                  |
| IV/2003                | IV/2003                |                        | 9.217                  | 9.217                  |
| IV/2004                | IV/2004                |                        | 8.958                  | 8.958                  |
| IV/2005                | IV/2005                |                        | 8.735                  | 8.735                  |
| IV/2006                | IV/2006                |                        | 8.919                  | 8.919                  |
| IV/2007                | IV/2007                |                        | 8.711                  | 8.711                  |
| IV/2008                | IV/2008                |                        | 8.490                  | 8.490                  |
| IV/2009                | IV/2009                |                        | 8.873                  | 8.873                  |
| IV/2010                | IV/2010                |                        | 9.419                  | 9.419                  |
| IV/2011                | IV/2011                |                        | 8.730                  | 8.730                  |
| IV/2012                | IV/2012                |                        | 8.170                  | 8.170                  |
| IV/2013                | IV/2013                |                        | 7.676                  | 7.676                  |
| IV/2014                | IV/2014                |                        | 7.439                  | 7.439                  |
| Quelle: IVW            |                        |                        |                        |                        |